# Lilla Svarttjärnen, Lappland
Lilla Svarttjärnen är en sjö i Lycksele kommun i Lappland och ingår i Umeälvens huvudavrinningsområde.